# Krzysztof Ignaczak

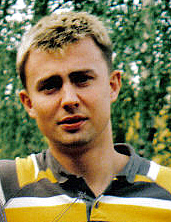
Krzysztof Ignaczak w 2007 roku

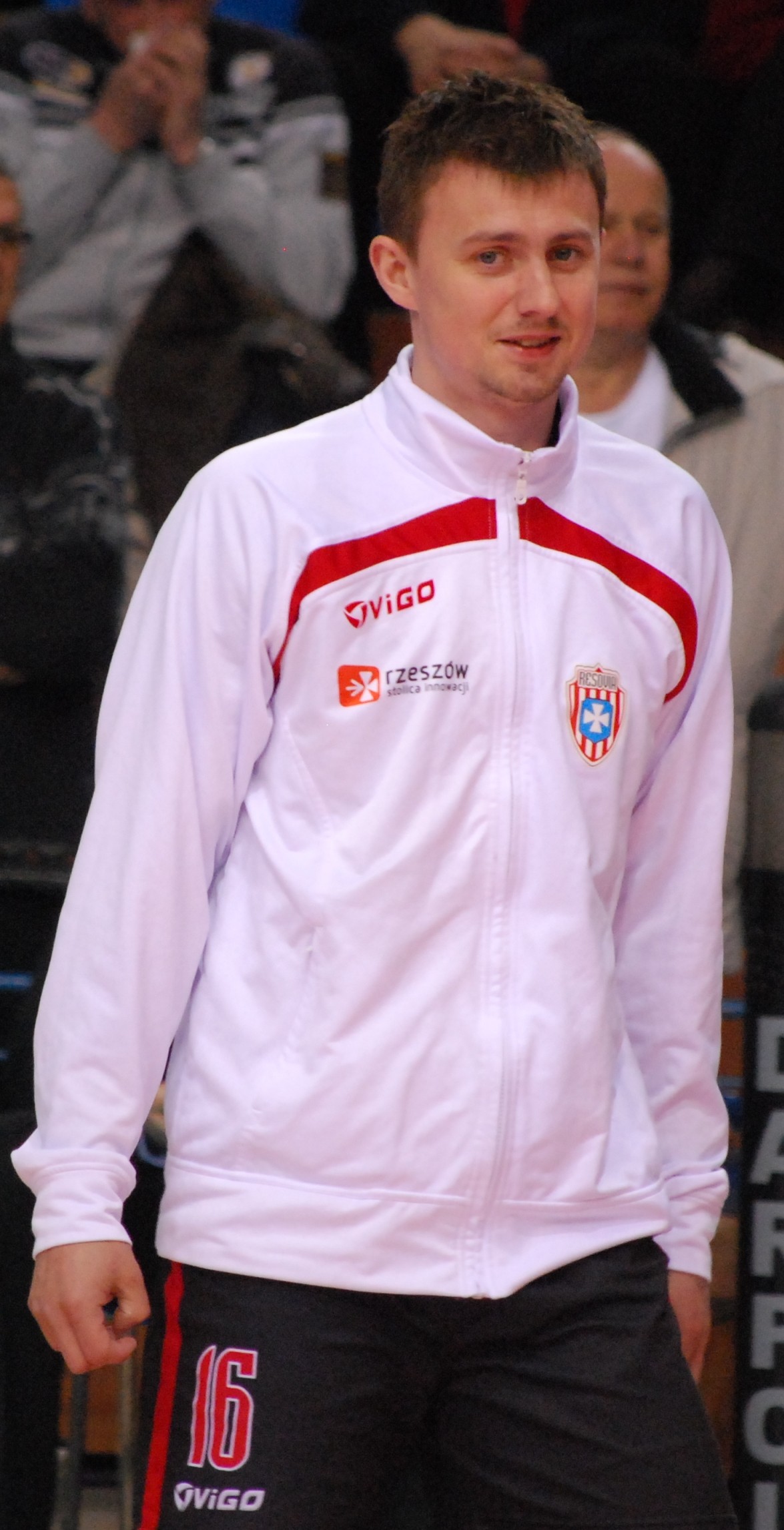
Krzysztof Ignaczak zawodnikiem Asseco Resovii Rzeszów w sezonie 2009/2010

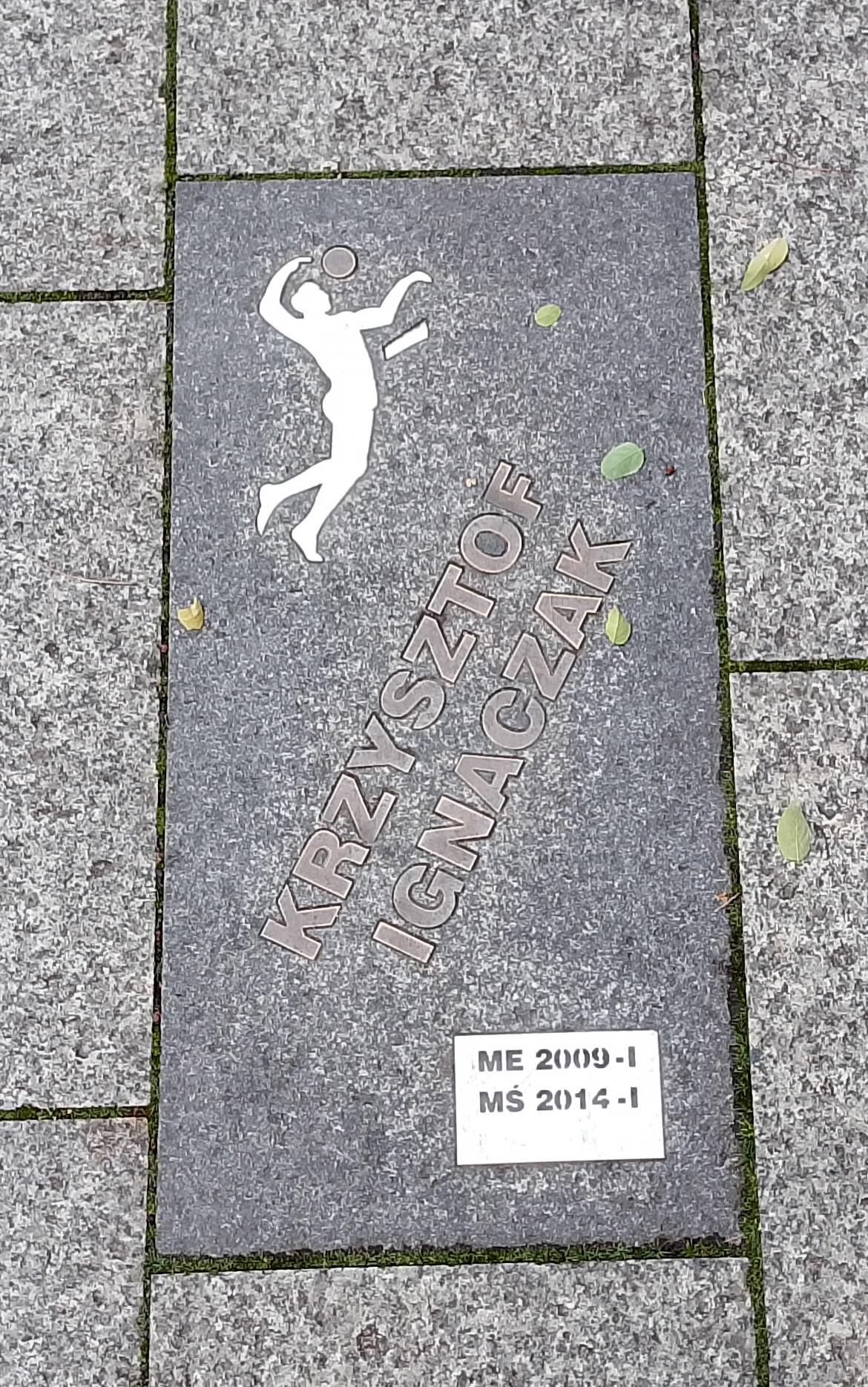
Tablica w Siatkarskiej Alei Gwiazd w Bełchatowie

Krzysztof Ignaczak (ur. 15 maja 1978 w Wałbrzychu) – polski siatkarz, grał na pozycji libero; reprezentant Polski (1998−2017).
Wiele lat występował w reprezentacji Polski w siatkówce. Zwieńczeniem jego reprezentacyjnej kariery było zdobycie 21 września 2014 złotego medalu mistrzostw świata w 2014 i tego samego dnia ogłosił zakończenie kariery reprezentacyjnej. Po raz ostatni w biało-czerwonych barwach wystąpił 20 maja 2017 w towarzyskim spotkaniu z Iranem.
Od 2007 do 2016 grał w Asseco Resovii Rzeszów. W 2017 grał w drużynie IBB Polonia London, po czym zakończył karierę.
5 grudnia 2018 został prezesem Asseco Resovii Rzeszów.
W 2016 został ekspertem Polsatu Sport. W 2023 związał się z Telewizją Polską.
W 2024 uzyskał mandat radnego sejmiku województwa podkarpackiego z listy Trzeciej Drogi, zasiadł w klubie PSL-TD.

## Życie prywatne
Jest absolwentem Zespołu Szkół nr 4 w Wałbrzychu. Był przyjacielem oraz świadkiem na ślubie Arkadiusza Gołasia. Po tragicznej śmierci najlepszego przyjaciela przejął jego nr z reprezentacji – „16”. Jest autorem magazynu sportowego „Igłą szyte”, będącego kontynuacją programu „Kadziu Projekt” Łukasza Kadziewicza. Program przedstawia reprezentację piłki siatkowej mężczyzn „od kuchni”. Żonaty z Iwoną, mają syna Sebastiana i córkę Dominikę, która urodziła się tuż po zdobyciu przez reprezentację Polski mistrzostwa Europy w 2009. Jego ojciec Janusz głównie grał w barwach Chełmca Wałbrzych, gdzie i potem był trenerem tego klubu. Przed sezonem 2022/2023 jego syn Sebastian podpisał kontrakt z amerykańskiem Uniwersytetem Jamestown w Dakocie Północnej. Również tak jak ojciec gra na pozycji libero.

## Sukcesy klubowe
Mistrzostwo Polski:
- 2005, 2006, 2007, 2012, 2013, 2015
- 2001, 2002, 2003, 2009, 2014, 2016
- 2010, 2011

Puchar Top Teams:
- 2002

Puchar Polski:
- 2005, 2006, 2007

Pucharu CEV:
- 2012

Superpuchar Polski:
- 2013

Liga Mistrzów:
- 2015

Puchar Anglii:
- 2017

Mistrzostwo Anglii:
- 2017

## Sukcesy reprezentacyjne
Mistrzostwa Europy Kadetów:
- 1995

Mistrzostwa Europy Juniorów:
- 1996

Mistrzostwa Świata Juniorów:
- 1997

Mistrzostwa Europy:
- 2009
- 2011

Liga Światowa:
- 2012
- 2011

Puchar Świata:
- 2011

Mistrzostwa Świata:
- 2014

## Nagrody i wyróżnienia
- 1. miejsce w Plebiscycie na 10 Najlepszych Sportowców Podkarpacia organizowanym przez dziennik Nowiny: 2008, 2009, 2010, 2011, 2012[10][11]
- 2005 - Najlepszy libero w Polsce
- 2010 - Najlepszy przyjmujący turnieju finałowego Pucharu Polski
- 2011 - Najlepszy libero i broniący turnieju finałowego Ligi Światowej
- 2012 - Najlepszy libero i broniący turnieju finałowego Ligi Światowej
- 2012 - Najlepszy przyjmujący XXX Letnich Igrzysk Olimpijskich w Londynie
- 2013 - Najlepszy broniący turnieju finałowego Pucharu Polski
- 2015 - Najlepszy broniący turnieju finałowego Pucharu Polski

## Odznaczenia
- Krzyż Oficerski Orderu Odrodzenia Polski – 2014[12]
- Krzyż Kawalerski Orderu Odrodzenia Polski – 2009[13]
- Odznaka Honorowa Złota Zasłużony dla Województwa Dolnośląskiego – 2017[14]